# 21e division d'infanterie (France)
Pour les articles homonymes, voir 21e division.
La 21e division d'infanterie (21e DI) est une division d'infanterie de l'Armée de terre française qui a participé à la Première Guerre mondiale, à la Seconde Guerre mondiale et à la Guerre d'Algérie.

## Création et différentes dénominations
- 1873 : formation de la 21e division d'infanterie
- 1940 : dissolution
- 1957 : nouvelle formation de la 21e division d'infanterie
- 1962 : dissolution

## Les chefs de la21edivisiond'infanterie
- 18 octobre 1873 - 23 mars 1880 : général Le Poittevin de La Croix-Vaubois
- 21 décembre 1884 - 23 février 1887 : général Villette
- 7 juillet 1888 - 21 octobre 1888 : général Gand
- 8 novembre 1893 - 30 mars 1895 : général Raynal de Tissonière
- 18 mai 1895 : général Parison
- 13 octobre 1895 - 16 mai 1901 : général Lanes
- 16 décembre 1901 - 15 juin 1903 : général Briois
- 13 juillet 1903 - 16 juin 1906 : général Delrieu
- 21 décembre 1912 - 25 octobre 1914 : général Radiguet
- 25 octobre 1914 - 27 août 1918 : général d'Auvin (ou Dauvin)
- 27 août 1918 - 13 novembre 1918 : général Giraud
- 13 novembre 1918 - 1924 : général Louis Bernard
- 1938 - 1939 : général Pigeaud
- 1940 : général Lanquetot
- 1957 - 1959 : général Daillier[1]
- 1960 - 1961 : général Ducournau[2]

## Avant 1914
La division est créée en 1873.

## La Première Guerre mondiale

### Composition
À la mobilisation de 1914, la division est constituée comme suit :
- 41e brigade d'infanterie
  - 64e régiment d'infanterie (64e RI)
  - 65e régiment d'infanterie (65e RI)

- 42e brigade d'infanterie
  - 93e régiment d'infanterie (93e RI)
  - 137e régiment d'infanterie (137e RI)

- Cavalerie : 
  - 1 escadron du 2e régiment de chasseurs à cheval (2e chasseurs)

- Artillerie : 
  - 3 groupe de 75 du 51e régiment d'artillerie de campagne (51e RAC)

- Génie : 
  - compagnie 11/1 du 6e régiment du génie

Les changements suivants ont lieu pendant la guerre :
- les brigades d'infanterie sont dissoutes en novembre 1917 et l'infanterie regroupée dans l'infanterie divisionnaire (ID). Le 65e RI quitte à cette date la division[4].
- En août 1918, l'infanterie est renforcée par un bataillon de pionniers du 97e régiment d'infanterie territoriale[4].
- En 1916, l'escadron de cavalerie quitte la division. Début 1917, la division reçoit deux escadrons du 2e chasseurs, réduits à un seul à partir de mi-1917[3].
- De la mi-1916 à la mi-1918, l'artillerie est renforcée par la 101e batterie de 58 de tranchées du 28e RAC (devenue 101e batterie du 51e RAC début 1918)[3].
- À partir de mars 1918, l'artillerie est renforcé par le 7e groupe (ex-5e groupe) du 111e régiment d'artillerie lourde, équipé de 155 courts Schneider[4].
- Le génie est renforcé par les compagnies 11/51 (ex-11/1 bis) et 11/21, du 6e génie, par un détachement de transmissions du 8e génie à partir de la mi-1916 et en 1917 par un détachement de sapeurs-pionniers du 1er génie[4].

### Historique

#### 1914
- Mobilisée dans la 11e région.

- 5 - 9 août : transport par V.F. dans la région de Challerange, Monthois, concentration vers Quatre-Champs.
- 9 - 21 août : mouvement vers le nord et à partir du 10 août, couverture sur la Meuse vers Sedan, avec avant-garde vers Bouillon.
- 21 - 23 août : offensive vers le nord. Engagée le 22 août dans la bataille des Ardennes, combat de Maissin.
- 23 août - 6 septembre : repli sur la Meuse par Bouillon. Combats au sud de la Meuse (Bataille de la Meuse). À partir du 28 août, repli en combattant par Vendresse, Givry, Aulnay-sur-Marne sur la région est de Fère-Champenoise.
- 6 - 14 septembre : engagée dans la bataille de la Marne, du 6 au 10 septembre bataille des Marais de Saint-Gond, combat vers Fère-Champenoise et au sud. À partir du 10 septembre, poursuite par Châlons-sur-Marne jusque dans la région de Saint-Hilaire-le-Grand.
- 14 - 18 septembre : engagée dans la bataille de l'Aisne, combats vers Saint-Hilaire-le-Grand, puis stabilisation du front.
- 18 - 21 septembre : retrait du front, mouvement vers le sud de Reims et participation à la défense de Reims, vers Cernay-lès-Reims et Saint-Léonard.
- 21 - 27 septembre : retrait du front et mouvement vers Compiègne. À partir du 25 septembre, transport par V.F. dans la région d'Amiens.
- 27 septembre 1914 - 31 juillet 1915 : mouvement vers Albert. Engagée dans la 1re bataille de Picardie, combats vers Contalmaison, La Boisselle, Auchonvillers et Beaumont-Hamel ; puis occupation d'un secteur vers Hamel et le sud d'Hébuterne.
  - 19 novembre : attaque française sur Beaumont-Hamel.
  - 17 décembre : éléments engagés dans l'attaque française sur La Boisselle.
  - 15 mars 1915 : front étendu à gauche jusque vers Hébuterne et du 15 mars au 23 juin réduit à droite jusque vers Beaumont-Hamel.
  - 7 juin : attaque française entre Serre et Hébuterne. Prise de la ferme Toutvent.

#### 1915
- 27 juillet - 15 août 1915 : retrait du front (relève par l'armée britannique), mouvement par Belleuse ; repos et instruction. À partir du 12 août, transport par V.F. dans la région de Vitry-le-François.
- 15 août - 25 septembre : mouvement vers le front et à partir du 21 août, occupation d'un secteur au sud-ouest de la cote 196.

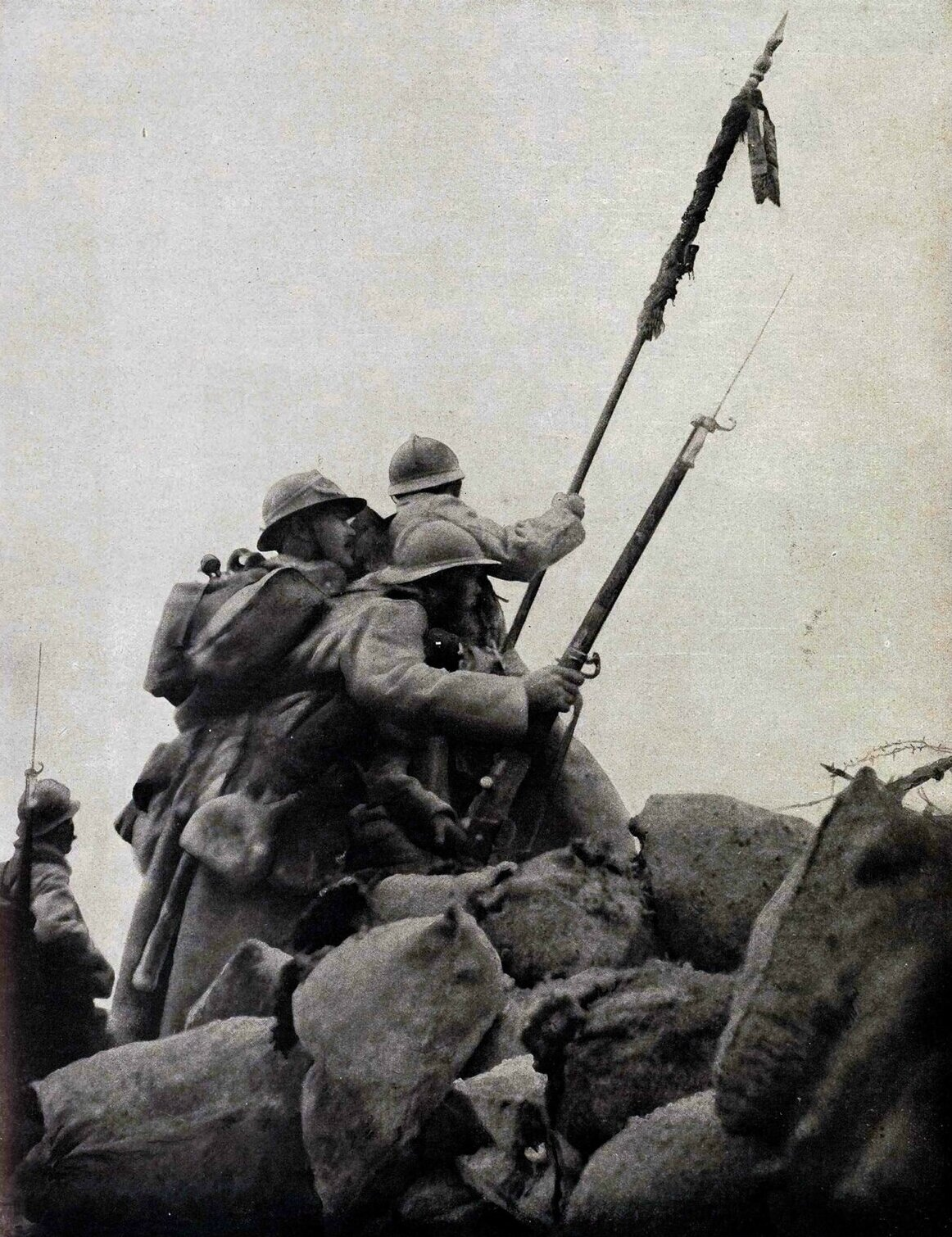
Le et son drapeau, porté par le lieutenant-colonel Desgrées du Loû, lors de l'assaut du 25/9/1915- sur Le Mesnil-lès-Hurlus.

- 25 septembre - 5 novembre : engagée dans la bataille de Champagne, au nord du Mesnil-lès-Hurlus ; prise des Mamelles et du Trapèze, puis organisation des positions conquises vers les Mamelles et la cote 196.
  - 23 - 27 octobre : prise partielle de la Courtine.

- 5 novembre - 2 décembre : retrait du front, transport par camions vers La Chaussée-sur-Marne ; repos et instruction.
- 2 décembre 1915 - 23 avril 1916 : mouvement vers le front, puis à partir du 7 décembre occupation d'un secteur vers Tahure et la route de Tahure à Sommepy.
  - 29 février : secteur déplacé à droite et s'étend des Mamelles à Tahure.

#### 1916
- 23 - 30 avril : retrait du front et repos vers Mourmelon-le-Grand.
- 30 avril - 24 mai : mouvement vers le front, puis occupation d'un secteur vers la ferme de Moscou et le chemin de Baconnes à Vaudesincourt.
- 24 - 31 mai : retrait du front et à partir du 27 mai, transport par V.F. vers Sainte-Menehould.
- 31 mai - 23 juin : mouvement vers le front. À partir du 12 juin, engagée dans la bataille de Verdun vers le bois d'Haudromont et la cote de Froideterre (éléments engagés dès le 2 juin).
  - 12, 15 juin : violentes attaques allemandes.
  - 16, 17 juin : contre-attaques françaises ; combat du 18 au 23 juin.

- 23 juin - 15 juillet : retrait du front et repos vers Bar-le-Duc.
- 15 juillet - 12 novembre : mouvement vers le front et occupation d'un secteur sur les Hauts-de-Meuse, entre Châtillon-sous-les-Côtes et Bonzée, étendue à droite, le 16 septembre jusque vers Trésauvaux.
- 12 - 20 novembre : retrait du front et repos vers Villotte-devant-Saint-Mihiel.
- 20 novembre - 13 décembre : transport par camions à Verdun ; à partir du 23 novembre occupation d'un secteur vers le village et le fort de Douaumont.
- 13 - 20 décembre : retrait du front, du 15 au 18 décembre, tenue prête à intervenir dans la première bataille offensive de Verdun.
- 20 - 26 décembre : occupation d'un secteur entre la ferme des Chambrettes et Bezonvaux.
- 26 décembre 1916 - 14 janvier 1917 : retrait du front et repos dans la région de Vavincourt.

#### 1917
- 14 janvier - 17 février : occupation d'un secteur vers Louvemont-Côte-du-Poivre et Vacherauville.
- 17 février - 11 mars : retrait du front, mouvement par étapes vers Mailly-le-Camp ; repos et instruction.
- 11 mars - 9 avril : mouvement par étapes vers Meaux (repos et instruction), puis vers Soissons.
  - 29 mars : engagée sur la position Hindenburg vers Margival et Laffaux. Puis occupation et organisation des positions conquises vers Laffaux et Quincy-Basse.

- 9 - 18 avril : retrait du front, repos vers Saint-Rémy-Blanzy et Arcy-Sainte-Restitue.
- 18 avril - 9 mai : occupation d'un secteur vers Cerny-en-Laonnois et la route de Paissy à Ailles. Défense et organisation des positions conquises le 16 avril.
  - 5, 7 mai : combats fréquents (bataille du Chemin des Dames)[5].

- 9 mai - 1er juillet : retrait du front, transport par camions dans la région de Lassigny, puis dans celle de Ressons-sur-Matz et de Montmorency ; repos et instruction. À partir du 25 juin, mouvement par étapes vers Ham.
- 1er juillet - 5 septembre : occupation d'un secteur au sud de la Somme, vers Urvillers et Dallon.
- 5 - 24 septembre : retrait du front, mouvement vers Nesles, le 8 septembre transport par V.F. vers Villers-Cotterêts, Longpont et Vierzy ; repos dans la région de Neuilly-Saint-Front.
- 24 septembre - 6 novembre : mouvement vers le front et occupation d'un secteur vers le Panthéon et l'Épine de Chevregny.
- 6 - 20 octobre : retrait du front ; repos et instruction vers Neuilly-Saint-Front.
- 20 octobre - 23 novembre : préparatifs d'offensive dans la région de Sermoise. Le 23 octobre, engagée en soutien dans la bataille de la Malmaison. À partir du 27 octobre, occupation d'un secteur vers Filain et Pargny-Filain ; organisation des positions conquises.
- 23 novembre - 18 décembre : retrait du front, repos dans la région de Villers-Hélon.
- 18 décembre 1917 - 27 mai 1918 : mouvement vers le front et occupation d'un secteur au chemin des Dames vers Chavignon.

#### 1918
- 27 mai - 2 juin : engagée dans la bataille de l'Aisne, subit le choc de l'offensive allemande ; repli en combattant par Chassemy, Hartennes-et-Taux, Billy-sur-Ourcq et Dampleux.
- 2 - 13 juin : retrait du front et à partir du 8 juin transport par V.F. de la région de Château-Thierry dans celle de Châtel-sur-Moselle ; repos et instruction.
- 13 juin - 31 août : mouvement vers le front et occupation d'un secteur dans la région Metzeral, la Fave, réduit à droite jusqu'à la vallée de la Weiss.
- 31 août - 20 septembre : retrait du front ; repos vers Brouvelieures. À partir du 3 septembre, transport par V.F. vers Saint-Dizier, puis mouvement vers Vitry-le-François ; repos.
- 20 septembre - 8 octobre : mouvement vers Suippes et à partir du 26 septembre, engagée dans la bataille de Somme-Py (bataille de Champagne et d'Argonne) et son exploitation ; progression au nord de la Py, puis organisation des positions conquises.
- 8 - 20 octobre : retrait du front, mouvement vers Cuperly, puis transport dans la région de Vitry-le-François ; repos.
- 20 octobre - 8 novembre : occupation d'un secteur vers Thugny-Trugny et le sud de Rethel étendu à droite, les 23 et 26 octobre, jusqu'à l'ouest d'Ambly-Fleury. À partir du 5 novembre engagée dans la poussée vers la Meuse ; progression et combats vers Pargny-Resson, Lucquy, Launois-sur-Vence et Mézières.
- 8 - 11 novembre : retrait du front, regroupement vers Touligny et Raillicourt

### Rattachement
Rattachement organique : au 11e corps d'armée d'août 1914 à novembre 1918.
- 2e armée

25 septembre 1914 - 2 août 1915
20 septembre 1915 - 5 janvier 1916
5 juin 1916 - 17 février 1917
2 - 7 septembre 1918
- 3e armée

27 mai - 5 juin 1916
11 mai - 8 septembre 1917
- 4e armée

16 - 29 août 1914
5 janvier - 27 mai 1916
17 février - 12 mars 1917
7 septembre - 11 novembre 1918
- 5e armée

2 - 16 août 1914
- 6e armée

21 - 25 septembre 1914
2 - 12 août 1915
12 mars - 11 mai 1917
8 septembre 1917 - 1er juin 1918
2 - 8 juin 1918
- 7e armée

8 juin - 2 septembre 1918
- 9e armée

5 - 21 septembre 1914
- 10e armée

1er - 2 juin 1918
- Détachement d'armée Foch

29 août - 5 septembre 1914
- Groupement Pétain

12 août - 20 septembre 1915

## L'entre-deux-guerres
La division est conservée à l'ordre de bataille après la loi du 28 mars 1928 relative à la constitution des cadres et effectifs de l'armée. Avec son état-major à Nantes, dans la 11e région militaire, elle est organisée sur le type Nord-Est et est constituée des unités suivantes :
- 48e régiment d'infanterie à Fontenay-le-Comte
- 65e régiment d'infanterie à Nantes
- 137e régiment d'infanterie à Lorient
- 35e régiment d'artillerie divisionnaire à Issoire

## La Seconde Guerre mondiale

### Composition
Après la mobilisation, la 21e division d'infanterie se compose de :
- 48e régiment d'infanterie
- 65e régiment d'infanterie
  - 14e compagnie antichar (canons de 25)
- 137e régiment d'infanterie
  - 13e compagnie de pionniers
- 27e groupe de reconnaissance de division d'infanterie
- 35e régiment d'artillerie divisionnaire
- 235e régiment d'artillerie lourde divisionnaire
- 21e compagnie d'ouvriers d'artillerie
- 21e section de munitions hippomobile
- 221e section de munitions automobile
- Compagnies de sapeurs-mineurs 21/1 et 21/2 (regroupées jusqu'au 16 novembre 1939 dans le 21e bataillon de sapeurs-mineurs)
- Compagnie télégraphique 21/81
- Compagnie radio 21/82
- Compagnie hippomobile du train 21/11
- Compagnie automobile du train 221/11
- Groupe d'exploitation divisionnaire 21/11 (service d'intendance)
- 21e groupe sanitaire divisionnaire
- Centre d'instruction divisionnaire 21

### Combats
En septembre 1939, elle participe à l'offensive de la Sarre et progresse en territoire allemand avant de se replier sur ordre le 1er octobre. 
Le 10 mai 1940, la 21e DI, sous les ordres du général Lanquetot, est rattachée et intégrée à la 7e armée. Au moment de l'offensive allemande, elle entre en Belgique.
Repliée, elle participe à la défense de Boulogne-sur-Mer. Elle défend la ville du 22 au 25 mai 1940 et est ensuite capturée.

## Guerre d'Algérie
La 21e division d'infanterie est recréée en mai 1957 avec les éléments de la zone opérationnelles des Aurès-Nemencha. Elle installe son quartier général à Batna et son secteur devient la zone sud constantinois (ZSC). Elle est dissoute le 30 juillet 1962 et le groupement de Batna, formé à partir de la division, est dissous le 30 septembre 1962.

## Insigne

Dessin (schématique) de l'insigne de la division.

La division adopte un insigne lors de la guerre d'Algérie, réalisé en métal. Il présente, sur un glaive haut, un bouclier rond chargé d'un rencontre de lion (lions des Aurès), entouré de l'inscription AURES-NEMENCHA.